# Ларцево
Ларцево — деревня в Кимрском районе Тверской области России, входит в состав Фёдоровского сельского поселения.

## География
Деревня расположена в 7 км на запад от центра поселения деревни Фёдоровка и в 18 км на юго-запад от города Кимры. 

## История
В конце XIX — начале XX века деревня являлась центром Ларцевской волости Корчевского уезда Тверской губернии, с юга к деревне примыкала деревня Кокоревка (Залесье) (в 1859 году — 25 дворов и 154 жит.).
С 1929 года деревня являлась центром Ларцевского сельсовета Кимрского района Кимрского округа Московской области, с 1935 года — в составе Калининской области, с 1994 года — в составе Фёдоровского сельского округа, с 2005 года — в составе Фёдоровского сельского поселения.

## Население
| 1859 | 1887 | 2002 | 2010 |
| ---- | ---- | ---- | ---- |
| 141  | ↗168 | ↘29  | ↘14  |